# روبرت وينسلو غوردون
روبرت وينسلو غوردون (بالإنجليزية: Robert Winslow Gordon)‏ هو عالم موسيقى أمريكي، ولد في 2 سبتمبر 1888 في بانجور في الولايات المتحدة، وتوفي في 26 مارس 1961.